# 50.000 sterline per tradire
50.000 sterline per tradire (Masquerade) è un film del 1965 diretto da Basil Dearden.
Il soggetto del film è tratto dal romanzo Castle Minerva di Victor Canning del 1954.

## Trama
L'erede al trono di un Paese arabo, tramite alcuni amici inglesi ai quali permette di godere dei suoi giacimenti di petrolio, viene protetto proprio da alcuni agenti inglesi, ma uno di questi tradirà il suo mandato.